# 아사히히메

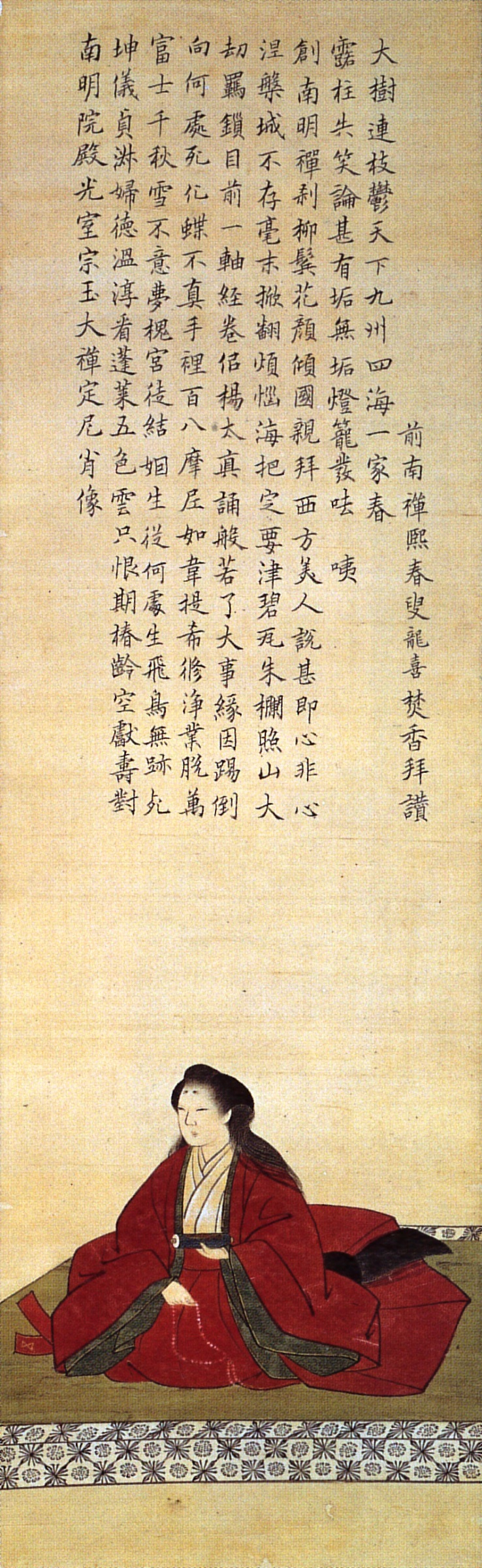
아사히히메

아사히히메(일본어: 朝日姫, 덴분 12년(1543년) ~ 덴쇼 18년 음력 1월 14일(1590년 2월 18일))는 도요토미 히데요시(豐臣秀吉)의 아버지가 다른 여동생이며 도쿠가와 이에야스(德川家康)의 두 번째 아내이다. 아버지는 지쿠아미(竹阿弥), 어머니는 나카(仲; 후에 오만도코로(大政所)). 이름으로는 아사히(旭), 마쓰(末津) 등이 있으며, 이에야스와 결혼 후 스루가고젠(駿河御前)으로 불렸다. 법명은 난묘인도노(南明院殿).
오와리(尾張)의 농부에게 시집갔지만 히데요시의 출세와 더불어 남편도 무사(사지 휴가노카미(佐治日向守)라고 이름지었다)로 발탁되었다. 히데요시의 나가하마 성주 시대에 남편이 자살을 했기 때문에, 히데요시의 요리키(与力)인 소에다 요시나리(副田吉成)와 재혼했다. 1586년 히데요시는 도쿠가와 이에야스를 회유하기 위해 아사히히메를 강제로 이혼시키고 이에야스의 후처로 시집보냈다. 그 후 1588년에 어머니 오만도코로의 병문안을 이유로 교토로 올라와 그 길로 교토 주라쿠다이(聚楽第)에서 숨졌다.
전 남편인 소에다 요시나리는 히데요시가 영지를 늘려주는 것을 거부하고 은퇴해 버렸다고 한다.
또한 이때의 남편이 사지 휴가노카미였다는 설도 있다.